# Collide (álbum de Skillet)
Collide quinto álbum de estudio de la banda estadounidense de rock Skillet.  Originalmente Fue lanzado el 18 de noviembre de 2003 bajo Ardent Records.
Este álbum fue relanzado por medio de Lava Records el 25 de mayo de 2004 con la canción Open Wounds y con las canciones en otro orden. El Álbum estuvo en el puesto 179 en el Billboard 200. La carátula expresa, de acuerdo a John Cooper, la fe y el miedo colisionando.

## Video musical
Para la canción Savior se hizo un vídeo en donde se puede ver a la banda tocando en una casa donde hay un parque. El vídeo muestra a un papá maltratando a sus niños en la casa y luego a los niños escapando de su papá. Ellos hacen su camino hacia el parque mientras que el lugar del vídeo cambia. El vídeo termina con los niños estando a salvo en los brazos de su madre.

## Lista de canciones
| N.º | Título          | Duración |  |
| 1.  | «Forsaken»      | 4:12     |  |
| 2.  | «Savior»        | 4:33     |  |
| 3.  | «Collide»       | 5:39     |  |
| 4.  | «A Little More» | 4:49     |  |
| 5.  | «My Obsession»  | 5:00     |  |
| 6.  | «Fingernails»   | 5:07     |  |
| 7.  | «Imperfection»  | 4:07     |  |
| 8.  | «Under My Skin» | 4:06     |  |
| 9.  | «Energy»        | 3:57     |  |
| 10. | «Cycle Down»    | 3:58     |  |

## Relanzamiento deLava Records
| N.º | Título                      | Duración |  |
| 1.  | «Forsaken»                  | 4:12     |  |
| 2.  | «Savior»                    | 4:33     |  |
| 3.  | «Open Wounds (bonus track)» | 3:15     |  |
| 4.  | «A Little More»             | 4:49     |  |
| 5.  | «My Obsession»              | 5:00     |  |
| 6.  | «Collide»                   | 5:39     |  |
| 7.  | «Fingernails»               | 5:06     |  |
| 8.  | «Imperfection»              | 4:06     |  |
| 9.  | «Under My Skin»             | 4:05     |  |
| 10. | «Energy»                    | 3:56     |  |
| 11. | «Cycle Down»                | 4:00     |  |